# Estados Unidos en los Juegos Olímpicos de París 1924
Estados Unidos estuvo representado en los Juegos Olímpicos de París 1924 por un total de 299 deportistas, 275 hombres y 24 mujeres, que compitieron en 18 deportes.
El portador de la bandera en la ceremonia de apertura fue el atleta Patrick McDonald.

## Medallistas
El equipo olímpico estadounidense obtuvo las siguientes medallas:
| Nombre | Deporte     | Competición                              |
| --- | ----------- | ---------------------------------------- |
| Oro |             |                                          |
| DeHart Hubbard | Atletismo   | Salto de longitud M                      |
| Harold Osborn | Atletismo   | Salto de altura M                        |
| Harold Osborn | Atletismo   | Decatlón M                               |
| Lee Barnes | Atletismo   | Salto con pértiga M                      |
| Bud Houser | Atletismo   | Disco M                                  |
| Bud Houser | Atletismo   | Peso M                                   |
| Fred Tootell | Atletismo   | Martillo M                               |
| Jackson Scholz | Atletismo   | 200 m M                                  |
| Daniel Kinsey | Atletismo   | 110 m vallas M                           |
| Morgan Taylor | Atletismo   | 400 m vallas M                           |
| Louis Clarke Frank Hussey Al LeConey Loren Murchison                                                                                               | Atletismo   | 4 × 100 m M                              |
| Commodore Cochran Alan Helffrich Oliver MacDonald William Stevenson                                                                                | Atletismo   | 4 × 400 m M                              |
| Fidel LaBarba | Boxeo       | 50,8 kg M                                |
| Jackie Fields | Boxeo       | 57,2 kg M                                |
| Frank Kriz | Gimnasia    | Salto de potro M                         |
| Robin Reed | Lucha libre | 61 kg M                                  |
| Russell Vis | Lucha libre | 66 kg M                                  |
| John Spellman | Lucha libre | 87 kg M                                  |
| Harry Steel | Lucha libre | +87 kg M                                 |
| Ethel Lackie | Natación    | 100 m libre F                            |
| Martha Norelius | Natación    | 400 m libre F                            |
| Sybil Bauer | Natación    | 100 m espalda F                          |
| Euphrasia Donnelly Gertrude Ederle Ethel Lackie Mariechen Wehselau                                                                                 | Natación    | 4 × 100 m libre F                        |
| Johnny Weissmuller | Natación    | 100 m libre M                            |
| Johnny Weissmuller | Natación    | 400 m libre M                            |
| Warren Kealoha | Natación    | 100 m espalda M                          |
| Bob Skelton | Natación    | 200 m braza M                            |
| Ralph Breyer Harry Glancy Dick Howell Wally O'Connor Johnny Weissmuller                                                                            | Natación    | 4 × 200 m libre M                        |
| Paul Costello John Brendan Kelly | Remo        | Doble scull (M2x) M                      |
| Leonard Carpenter Howard Kingsbury Alfred Lindley John Miller James Rockefeller Frederick Sheffield Benjamin Spock Laurence Stoddard Alfred Wilson | Remo        | Ocho con timonel (M8+) M                 |
| Equipo | Rugby       | Torneo M                                 |
| Elizabeth Becker | Saltos      | Trampolín 3 m F                          |
| Caroline Smith | Saltos      | Plataforma 10 m F                        |
| Albert White | Saltos      | Trampolín 3 m M                          |
| Albert White | Saltos      | Plataforma 10 m M                        |
| Helen Wills | Tenis       | Individual F                             |
| Helen Wills Hazel Hotchkiss Wightman | Tenis       | Dobles F                                 |
| Vincent Richards | Tenis       | Individual M                             |
| Francis Hunter Vincent Richards | Tenis       | Dobles M                                 |
| Hazel Wightman Richard Norris Williams | Tenis       | Dobles mixto                             |
| Henry Bailey | Tiro        | Pistola rápida de fuego 25 m M           |
| Morris Fisher | Tiro        | Rifle libre 600 m M                      |
| John Boles | Tiro        | Ciervo móvil tiro único 100 m M          |
| Raymond Coulter Joseph Crockett Morris Fisher Sidney Hinds Walter Stokes                                                                           | Tiro        | Rifle libre por eqs. M                   |
| Frederick Etchen Frank Hughes John Noel Clarence Platt Samuel Sharman William Silkworth                                                            | Tiro        | Tiro al pichón por eqs. M                |
| Plata |             |                                          |
| Edward Gourdin | Atletismo   | Salto de longitud M                      |
| Leroy Brown | Atletismo   | Salto de altura M                        |
| Glen Graham | Atletismo   | Salto con pértiga M                      |
| Glenn Hartranft | Atletismo   | Peso M                                   |
| Matt McGrath | Atletismo   | Martillo M                               |
| Emerson Norton | Atletismo   | Decatlón M                               |
| Jackson Scholz | Atletismo   | 100 m M                                  |
| Charley Paddock | Atletismo   | 200 m M                                  |
| Horatio Fitch | Atletismo   | 400 m M                                  |
| August Fager Earl Johnson Arthur Studenroth | Atletismo   | Campo a través por eqs. M                |
| Salvatore Tripoli | Boxeo       | 53,5 kg M                                |
| Joseph Salas | Boxeo       | 57,2 kg M                                |
| Chester Newton | Lucha libre | 61 kg M                                  |
| Mariechen Wehselau | Natación    | 100 m libre F                            |
| Helen Wainwright | Natación    | 400 m libre F                            |
| Agnes Geraghty | Natación    | 200 m braza F                            |
| Duke Kahanamoku | Natación    | 100 m libre M                            |
| Paul Wyatt | Natación    | 200 m espalda M                          |
| Elmer Boeseke Tommy Hitchcock, Jr Frederick Roe Rodman Wanamaker                                                                                   | Polo        | Torneo M                                 |
| William Gilmore | Remo        | Scull ind. (M1x) M                       |
| Aileen Riggin | Saltos      | Trampolín 3 m F                          |
| Elizabeth Becker | Saltos      | Plataforma 10 m F                        |
| Pete Desjardins | Saltos      | Trampolín 3 m M                          |
| David Fall | Saltos      | Plataforma 10 m M                        |
| Marion Jessup Vincent Richards | Tenis       | Dobles mixto                             |
| Marcus Dinwiddie | Tiro        | Rifle en posiciómn tendida 50 m M        |
| Carl Osburn | Tiro        | Rifle libre 600 m M                      |
| Bronce |             |                                          |
| Clarence DeMar | Atletismo   | Maratón M                                |
| Earl Johnson | Atletismo   | Campo a través ind. M                    |
| James Brooker | Atletismo   | Salto con pértiga M                      |
| Ralph Hills | Atletismo   | Peso M                                   |
| Tom Lieb | Atletismo   | Disco M                                  |
| Eugene Oberst | Atletismo   | Jabalina M                               |
| Robert LeGendre | Atletismo   | Pentatlón M                              |
| Schuyler Enck | Atletismo   | 800 m M                                  |
| Ivan Riley | Atletismo   | 110 m vallas M                           |
| William Cox Edward Kirby Willard Tibbetts | Atletismo   | 3000 m por eqs. M                        |
| Raymond Fee | Boxeo       | 50,8 kg M                                |
| Frederick Boylstein | Boxeo       | 61,2 kg M                                |
| Sloan Doak (Pathfinder) | Hípica      | Concurso completo ind.                   |
| Bryan Hines | Lucha libre | 56 kg M                                  |
| Gertrude Ederle | Natación    | 100 m libre F                            |
| Gertrude Ederle | Natación    | 400 m libre F                            |
| Aileen Riggin | Natación    | 100 m espalda F                          |
| Samuel Kahanamoku | Natación    | 100 m libre M                            |
| Bill Kirschbaum | Natación    | 200 m braza M                            |
| Leon Butler Edward Jennings Harold Wilson | Remo        | Dos con timonel (M2+) M                  |
| Robert Gerhardt Sidney Jelinek John Kennedy Edward Mitchell Henry Welsford                                                                         | Remo        | Cuatro con timonel (M4+) M               |
| Caroline Fletcher | Saltos      | Trampolín 3 m F                          |
| Clarence Pinkston | Saltos      | Trampolín 3 m M                          |
| Clarence Pinkston | Saltos      | Plataforma 10 m M                        |
| Frank Hughes | Tiro        | Foso M                                   |
| John Boles Raymond Coulter Dennis Fenton Walter Stokes                                                                                             | Tiro        | Ciervo móvil tiro único por eqs. 100 m M |
| Equipo | Waterpolo   | Torneo M                                 |